# 博登牛奶厂
博登牛奶厂（英语：Borden Milk Plant），是现费耶特维尔-林肯县博物馆（英语：Fayetteville-Lincoln County Museum）的所在地，是田纳西州费耶特维尔历史悠久的乳制品加工厂。

## 历史
博登牛奶厂由博登公司于1927年建造，用于将牛奶加工成黄油和奶粉,是美国南北战争后的几年中，美国大公司最早在联邦建立的工业设施之一。
在林肯县及周边地区中，博登牛奶厂对当地的经济起到了极大的积极作用，在经济大萧条期间，博登牛奶厂为当地农民提供了唯一的收入来源。在开工营业的第一季度中，它向供应生产牛奶的农民支付了25000美元。在营业高峰期，牛奶厂共有75名员工，1200多位奶农为其提供牛奶。同时，当地的养猪户使用牛奶加工的副产品——乳清作为他们的补充饲料。
在随后几年中，这个牛奶厂开始用脱脂牛奶生产茅屋起司。 二战期间，它还为美军提供干鸡蛋和干牛奶。
1962年，博登牛奶厂被关闭。1988年，这个牛奶厂以“博登奶粉厂”（Borden Powdered Milk Plant）之名被列入美国国家史迹名录。

## 博物馆
费耶特维尔-林肯县博物馆坐落于博登牛奶厂旧址，占地面积约3100 m2。当地的农业发展史是博物馆的一大展览重点。费耶特维尔-林肯县博物馆展品涵盖了大量美洲原住民手工艺品、电动列车及有关费耶特维尔人、美国海军上将弗兰克·凯尔索军事生涯的物品。